# Chinorlet
Chinorlet (en valenciano, El Xinorlet) es una pedanía perteneciente a Monóvar, en el interior de la provincia de Alicante (España).

## Demografía y economía
Chinorlet cuenta con una población censada de 160 habitantes, pese a que en la época de vacaciones la población se incrementa hasta cerca de los 300 habitantes. 
La mayoría de habitantes son mayores y han vivido siempre de la agricultura, o de pequeños comercios como panadería, tienda de abastos, restaurante, barbería... Actualmente hay dos fábricas, una de marroquinería que abastece al comercio internacional e internacional (FERCHI S.L.), y otra de calzado de señora que también se dedica al comercio nacional e internacional (UNISA).

## Geografía
La Pedanía está rodeada por el Cabezo, Monte Coto de donde se extrae mármol del tipo crema marfil, el Monte Chirivell (en valenciano Xirivell) donde hay una grieta producida por el derrumbe de una mina de arena que allí había, conocida como La Cueva de la Arena, de donde se han extraído algunos fósiles que hoy podemos encontrar en el Museo de las Ciencias de Villena.

## Fiestas
Las fiestas tienen lugar en agosto, siendo éstas el antepenúltimo fin de semana de este mes. Las fiestas son en honor del Sagrado Corazón de Jesús y de la Santísima Virgen del Rosario.
Las competiciones que tienen lugar en fiestas suelen ser: Tanganilla, Dominó, Tenis de mesa
El último día de fiestas, que es lunes, se celebra el Gran Socarrat, que consiste en una suelta de vaquilla acompañada de una merienda, donde es todo un clásico el bocadillo de fritada de sardina.